# Acacia curvifructa
Acacia curvifructa é uma espécie de leguminosa do gênero Acacia, pertencente à família Fabaceae.